# 태풍 즐라왓 (2018년)

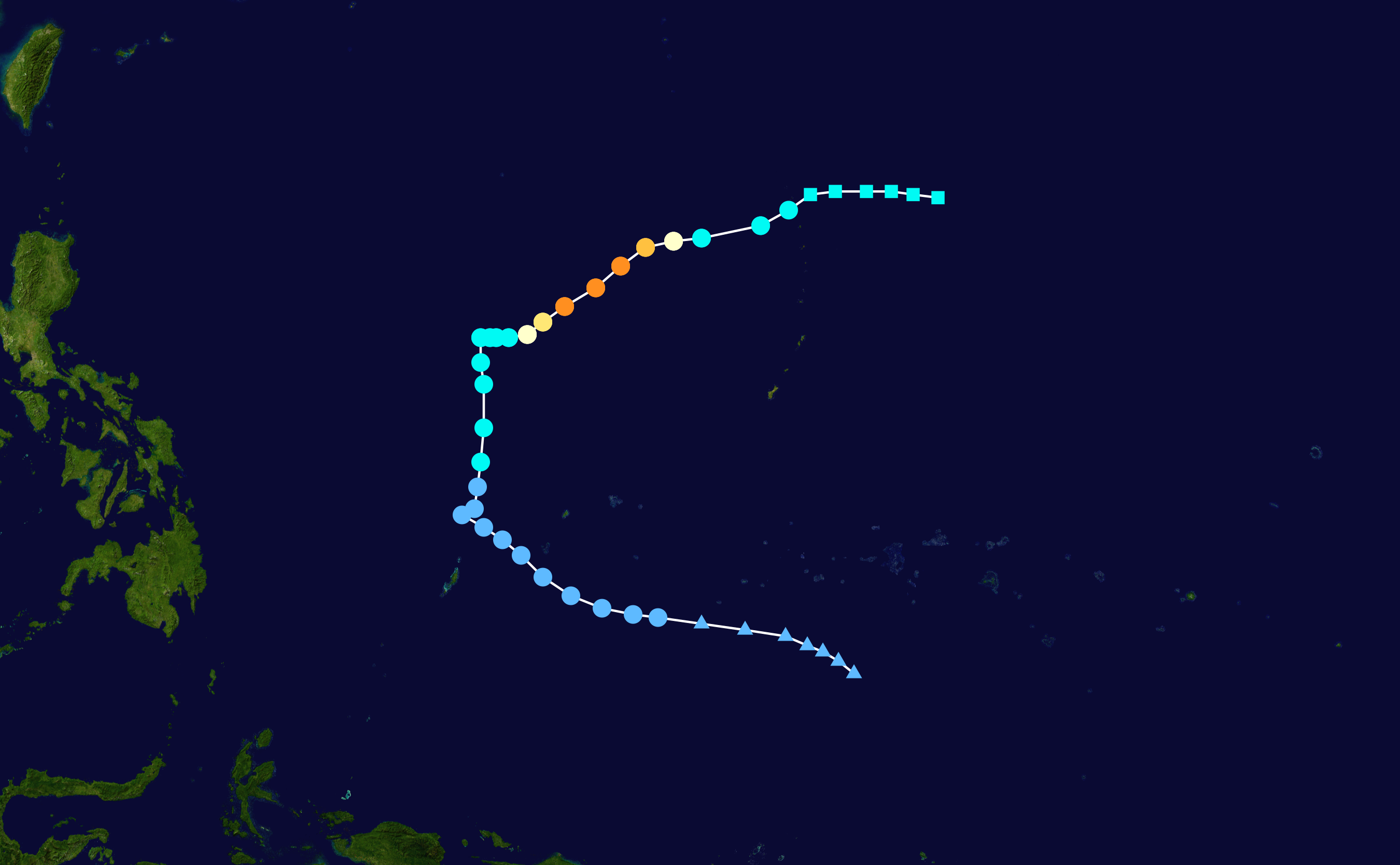
태풍 즐라왓의 이동 경로

태풍 즐라왓(태풍 번호: 1803, JTWC 지정 번호: 03W, 국제명:Jelawat, 필리핀 기상청(PAGASA) 지정 이름:Caloy)은. 3월 25일 오후 3시에 중심기압 1002hPa, 최대풍속 18m/s, 강풍 반경 170km(북쪽 반경), 크기 '소형'의 열대폭풍으로 팔라우 동쪽 약 690km 부근 해상에서 발생하였다.(일본 기상청 태풍정보 속보치 기준) 발생 이후 북진하며 느리게 발달하다가 북동진으로 전향하면서 급발달해서, 3월 30일 오후 9시에 미국 괌 서북서쪽 약 720km 부근 해상에서 중심기압 915hPa, 최대풍속 54m/s, 강풍 반경 330km(북쪽 반경)의 세력 '맹렬한', 크기 '중형'(일본 기상청 태풍정보 속보치 기준)의 태풍으로 최성기를 맞이하였다(사후해석). 최성기 이후 동북동~동진하며 급약화되어서, 4월 2일 오전 3시에 미국 괌 북북동쪽 약 830km 부근 해상에서 중심기압 1000hPa의 열대저압부로 소멸하였다. 즐라왓은 말레이시아에서 제출한 이름으로 잉어과의 물고기이다.

## 같이 보기
- 2018년 태풍
- 2018년 북서태평양 열대저압부